# Argobuccinum
Argobuccinum es un género de caracoles marinos depredadores, moluscos gasterópodos de la familia Cymatiidae.

## Especies
Las especies dentro del género Argobuccinum incluyen:
- Argobuccinum pustulosum (Lightfoot, 1786) - sinónimo: Argobuccinum tumidum (Dunker, 1862)

Especies puestas en sinonimia
- Argobuccinum magellanicus (Röding, 1798): sinónimo de Fusitriton magellanicus (Röding, 1798)
- A rgobuccinum murrayi EA Smith, 1891: sinónimo de Fusitriton murrayi (EA Smith, 1891)
- Argobuccinum proditor (Frauenfeld, 1865): sinónimo de Argobuccinum pustulosum (Lightfoot, 1786)
- Argobuccinum retiolus Hedley, 1914: sinónimo de Fusitriton retiolus (Hedley, 1914)
- Argobuccinum rude (Broderip, 1833): sinónimo de Priene scabrum (King, 1832)
- Argobuccinum scabrum (King, 1832): sinónimo de Priene scabrum (King, 1832)
- Argobuccinum ranelliforme (King, 1832): sinónimo de Argobuccinum pustulosum (Lightfoot, 1786)
- Argobuccinum tristanense Dell, 1963: sinónimo de Argobuccinum proditor (Frauenfeld, 1865)

## Literatura adicional
- Vaught, KC (1989). Una clasificación de los moluscos vivos . Malacólogos estadounidenses: Melbourne, FL (EE. UU.).ISBN 0-915826-22-4 . XII, 195 págs.